# Bellerive (Vaud)
Bellerive is een plaats en voormalige gemeente in het Zwitserse kanton Vaud.
Bellerive telt 379 inwoners.

## Geschiedenis
Voor 2008 maakte de gemeente deel uit van het toenmalige district Avenches. Op 1 januari 2008 werd de gemeente deel van het nieuwe district Broye-Vully.
Op 1 juli 2011 fuseerde de gemeente met de gemeentes Chabrey, Constantine, Montmagny, Mur, Vallamand et Villars-le-Grand tot de nieuwe gemeente Vully-les-Lacs.